# باشگاه فوتبال مایدستون یونایتد
باشگاه فوتبال مایدستون یونایتد (به انگلیسی: Maidstone United Football Club) یک باشگاه فوتبال در شهر میدستون، کشور انگلستان است که در سال ۱۹۹۲ میلادی تأسیس شده‌است.